# Grom (album)
 (octobre 2017).
Si vous disposez d'ouvrages ou d'articles de référence ou si vous connaissez des sites web de qualité traitant du thème abordé ici, merci de compléter l'article en donnant les références utiles à sa vérifiabilité et en les liant à la section « Notes et références ».
Pour les articles homonymes, voir Grom.
Albums de Behemoth
Sventevith (Storming Near the Baltic)
(1995) Pandemonic Incantations
(1998)
Grom est le deuxième album studio du groupe de Black metal polonais Behemoth. L'album est sorti en 1996 sous le label Solistitium Records, pour ressortir plus tard sous le label Pagan Records.
"Grom" signifie "le tonnerre" en polonais.

## Musiciens
- Nergal - claviers, guitare
- Les - basse
- Baal Ravenlock - batterie

## Liste des morceaux
| No | Titre                                                   | Durée |
| -- | ------------------------------------------------------- | ----- |
| 1. | Intro                                                   | 1:36  |
| 2. | The Dark Forest (Cast Me Your Spell)                    | 7:06  |
| 3. | Spellcraft and Heathendom                               | 4:50  |
| 4. | Dragon's Lair (Cosmic Flames and Four Barbaric Seasons) | 5:56  |
| 5. | Lasy Pomorza                                            | 6:26  |
| 6. | Rising Proudly Towards the Sky                          | 6:53  |
| 7. | Thou Shalt Forever Win                                  | 6:37  |
| 8. | Grom                                                    | 5:28  |